# Liste der Bürgermeister von Swakopmund

Wappen von Swakopmund

Dies ist eine Liste der Bürgermeister der Stadt Swakopmund seit Stadtgründung am 4. August 1892 durch Curt von François.
Der Bürgermeister ist das Oberhaupt des Stadtrates. Ihm steht ein Stadtdirektor, dessen Aufgaben denen eines Geschäftsführers in einem Wirtschaftsunternehmen entsprechen, zur Seite. 

## 1892–1920
- 1909–1912 Friedrich Johannes Kötz
- 1912–1914 Georg Schluckwerder
- 1914–1915 Gustav Ohlenschläger
- 1915–1918 Karl Arnold Schad – nach ihm wurde die Arnold-Schad-Promenade in Swakopmund-Central benannt
- 1918–1920 Wolfgang Kühnast

## 1920–1992
- 1920–1931 Karl Arnold Schad
- 1931–1937 Theodor Franz Ludwig Woker
- 1937–1942 Ludwig Friedrich Roeder
- 1942–1946 Owen John Davies
- 1946–1947 ?
- 1947–1948 Owen John Davies
- 1948–1949 Petrus Schabort Louw
- 1949–1951 Ludwig Schröder (* 29. September 1897, † 7. September 1976) – Namensgeber eines bekannten, immer noch bestehenden Maklerunternehmens
- 1951–1953 Ralph George Lang
- 1953–1954 Hans Willy Heuschneider
- 1954 Ludwig Schröder
- 1954–1956 H. Simonson
- 1956 Ludwig Schröder
- 1956–1957 J.H. Meyer
- 1957–1958 W.H. Mosehus
- 1958–1959 R.G. Lang
- 1959–1962 Rudolf Gramowsky
- 1962–1964 A.M.J. du Plessis
- 1964–1967 Gerhard Artur Zöllner
- 1968–1978 Hermann Deetlefs[1]
- 1978–1982 Graham Peter Louw
- 1982–1992 Jörg Henrichsen
- 1992 Hans-Dieter Göthje

## 1992 bis heute
- 1992–1998: Daniel Kamho
- 1998–1999: Samuel Nuuyoma
- 1999–2003: Daniel Kamho
- 2003–2007: Rosina ǁHoabes
- 2007–2010: Germina Ndapua Shitaleni
- 2. Dezember 2010 bis 16. November 2012: Rosina ǁHoabes
- 16. November 2012 bis 1. Juli 2015: Juuso Kambueshe[2]
- 1. Juli 2015 bis 4. Dezember 2015: Nehemia Salomon[3]
- 4. Dezember 2015–Dezember 2020: Paulina Nashilundo
- Dezember 2020–September 2022: Louisa Kativa
- September 2022–November 2024: Dina Namubes[4]
- seit dem 28. November 2024: Blasius Goraseb[5]